# Damiano Valsecchi
Damiano Valsecchi (Bergamo, 28 agosto 1991) è un pallavolista italiano.
Gioca nel ruolo di centrale nello Scanzorosciate.

## Carriera
Nativo di Bergamo, inizia la sua carriera a 14 anni nel settore giovanile della squadra del suo paese, Scanzorosciate. A soli 16 anni si trasferisce a Trento, ingaggiato dalla Trentino Volley. Con la formazione trentina gioca prevalentemente nei campionati riservati alle formazioni giovanili, ma si annoverano alcune apparizioni anche con la prima squadra. Il suo esordio in Serie A1 avviene il 21 marzo 2010.
A fine 2010 viene ceduto in prestito al Club Italia, con il quale disputa per due stagioni il campionato di Serie A2. Nel 2011, con la maglia dell'Under-20 della Trentino Volley, vince la Junior League. La vittoria della Junior League e le buone prestazioni con il Club Italia gli permettono di essere convocato dal CT della Nazionale Mauro Berruto per entrar a far parte dell'"Italia B" allenata da Marco Bonitta.
Nel 2012 viene richiamato in prima squadra da Radostin Stojčev, esordendo così anche in Champions League e in Coppa del Mondo per club. La vittoria di quest'ultima rappresenta il primo successo di prestigio nel palmarès del giocatore, seguito poi dalla vittoria della Coppa Italia 2012-13 e, al termine della sua prima stagione completa in Serie A1, dello scudetto.
Nella stagione successiva viene ceduto in prestito annuale alla Pallavolo Atripalda; il 18 dicembre 2013, dopo l'esclusione del club dalla serie cadetta, passa alla Powervolley Milano.
Nel campionato 2015-16 lascia per la prima volta l'Italia, approdando nella Lega Nazionale A svizzera alla Pallavolo Lugano: rientra già nella stagione 2016-17 ingaggiato dallo Junior Volley Civita Castellana, in Serie A2, categoria dove resta anche nell'annata 2017-18 con l'Olimpia Pallavolo di Bergamo e in quella 2018-19 con l'Atlantide Brescia.

## Palmarès
- Campionato italiano: 1

2012-13
- Coppa Italia: 1

2012-13
- Campionato mondiale per club: 1

2012